# Fermoyle Castle (Iveragh)

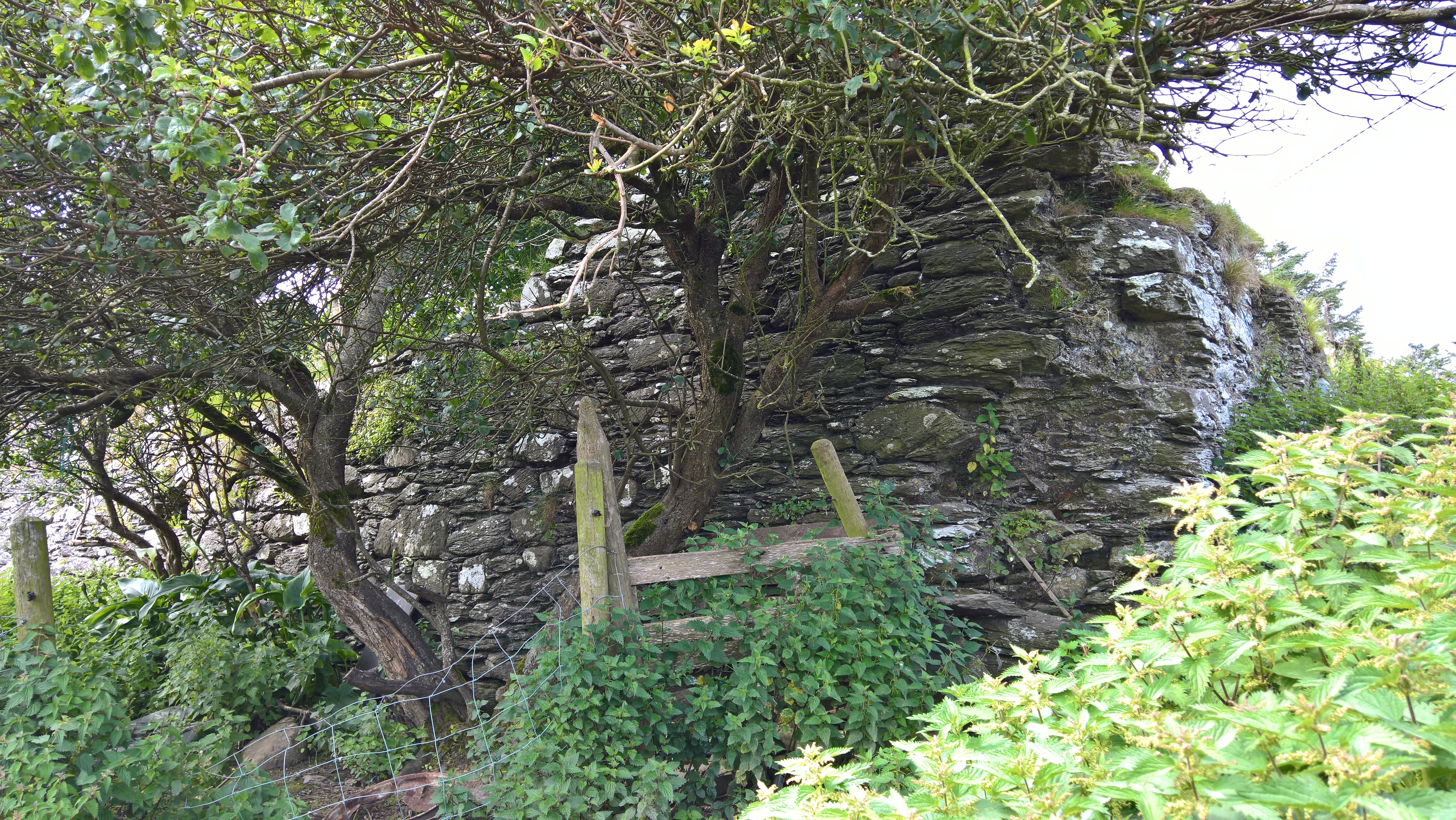
Die Reste der südöstlichen Ecke

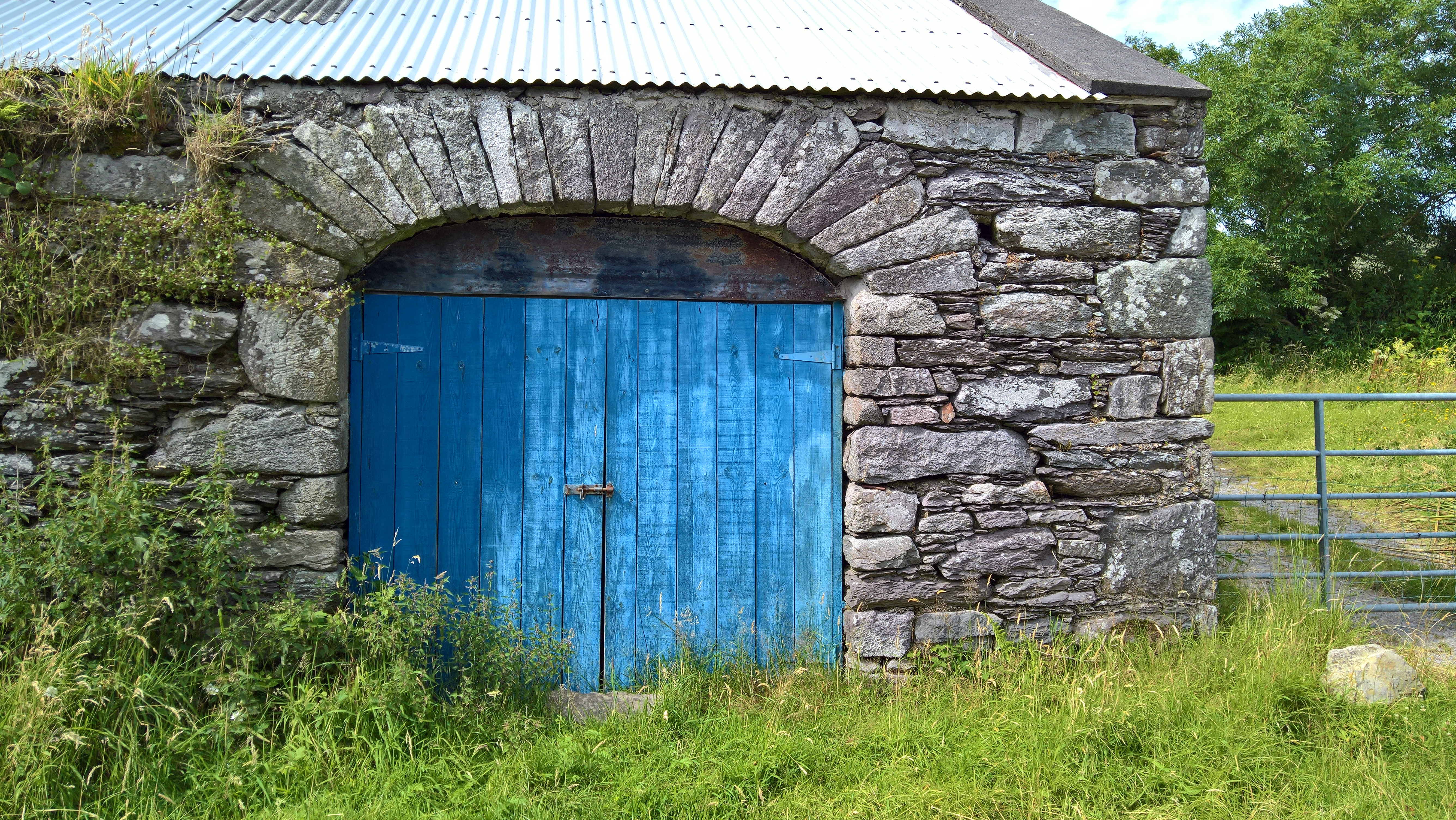
Die großen Sandsteinblöcke wurden vom abgegangenen Tower House in der Scheune verbaut

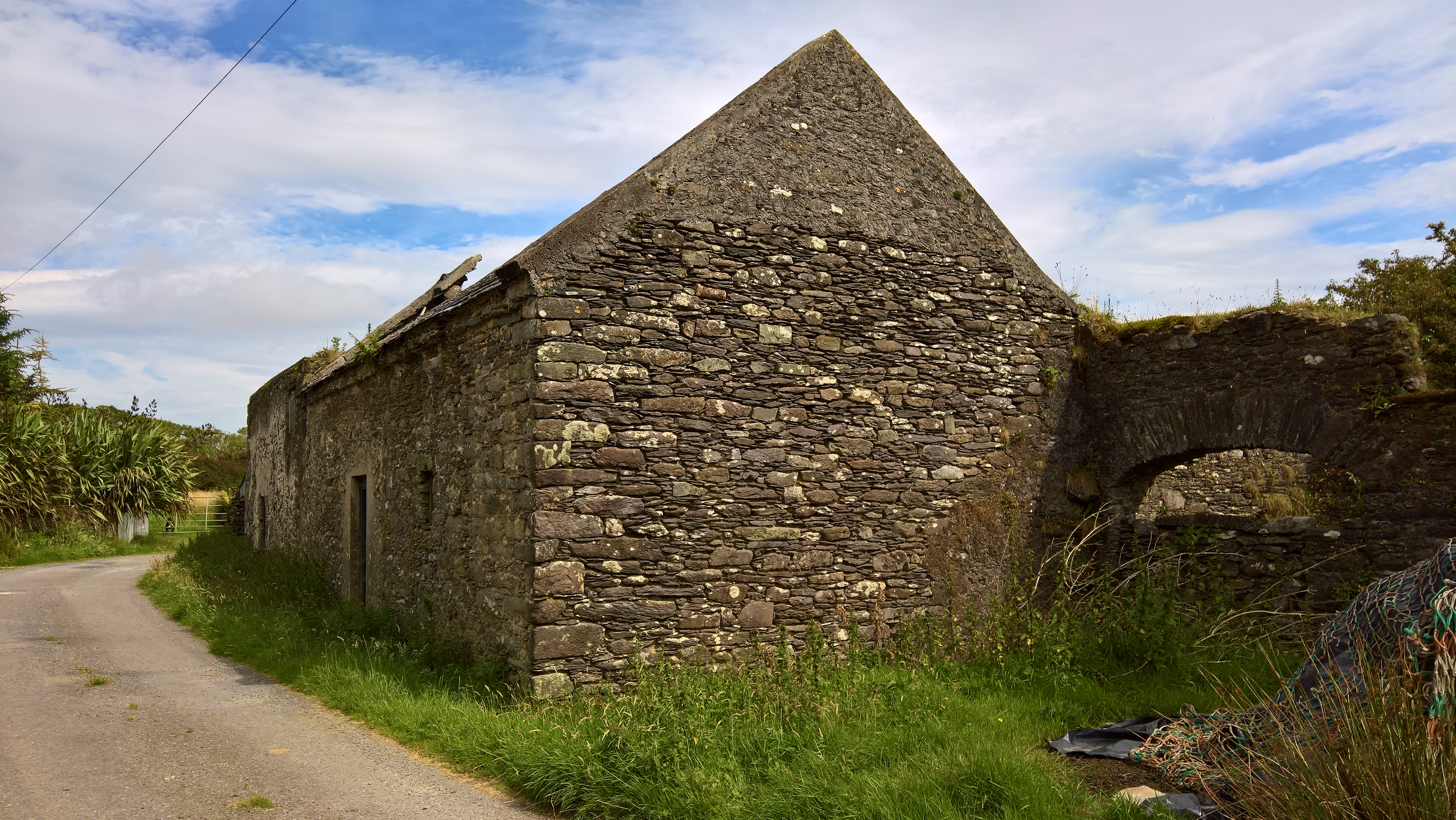
Baureste im ehemaligen Verwalterhaus und in Torbögen zum Marstall

Das Fermoyle Castle (auch Formaoil Castle genannt; irisch: Caisleán Fhormaoileach) war ein spätmittelalterliches Tower House des frühen 17. Jahrhunderts in einem Weiler nördlich der Ballinskelligs Bay und nordöstlich von Ballinskelligs im Townland Fermoyle (Formaoil) im Wahlbezirk Teeranearagh (Trian Iarthach) im Westen der Iveragh-Halbinsel im County Kerry in Irland. Es sind heute nur noch Mauerreste vorhanden. Teile sind in späteren Verwaltungsgebäuden östlich davon verbaut worden.

## Lage
Die Ruine liegt auf einem kleinen Vorsprung einer hügeligen Geländeformation, die hier breit etwa fünf bis zehn Meter in einer Welle zur Bucht hin abfällt, im südlichen Teil des 7,76 km2 großen, auch Fermoyle genannten Townlands (vergleichbar mit einer deutschen Gemarkung), dass sich etwa mittig im nordwestlichen Finger der Iveragh-Halbinsel zwischen Waterville und Cahersiveen ausstreckt. Die Ruine liegt inmitten eines kleinen Weilers aus mehreren Höfen, die im ausgehenden Mittelalter ein Verwaltungsmittelpunkt eines Unterclans der O’Sullivan-Familie war. Der Weiler liegt an einer Stichstraße von der R566 Landstraße (500 Meter westlich des Weilers Emlaghmore), die Ballinskelligs mit der Nationalstraße N70 nach Cahersiveen verbindet und die westliche Runde des Ring of Kerry darstellt.
Das Tower House darf nicht mit dem gleichnamigen Fermoyle Castle auf der Dingle-Halbinsel verwechselt werden.

## Geschichte
Von dem Tower House liegen kaum schriftliche Informationen vor. Allgemein wird angenommen, dass das Tower House erst zu Beginn des 17. Jahrhunderts durch den Zweig der O’Sullivans von Formoyle und Ballycarna erbaut und nur wenige Jahrzehnte später in den Kämpfen Cromwells mit seiner New Model Army im Verlauf der Irischen Konföderationskriege bei der brutalen Rückeroberung der katholischen Gebiete von Schiffen in der Ballinskelligs Bay beschossen und schon 1651 wieder zerstört wurde.
Das Tower House wurde nicht wieder aufgebaut; seine Reste wurden als Steinbruch für die umliegenden Häuser des Weilers und neue Verwaltungsgebäude benutzt, die sich östlich davon im Weiler befinden. Dazu zählt eine lange Scheune (ähnlich einer Zehntscheune) deren Toreinfahrt und Ecksteine mit den behauenen Blöcken des Tower Houses erbaut wurden. Gegenüber der Scheune wurde ein Verwaltungsgebäude mit einem Marstall errichtet, deren große Steine ebenfalls vom Tower House stammen sollen.
Um 1760 war das Gebiet im Besitz von Charles Sugrue und Honora O’Connell, einer Tante von Daniel O’Connell. Einer der Söhne der Sugrue/O’Connell-Familie wurde später Bischof von Kerry. Um 1820 wurde von John Sugrue ein Haus im Bereich des Tower Houses (Fermoyle House) erbaut. Nachdem der letzte Besitzer der Sugrue-Familie Haus und Gebiet Richtung Cork verlassen hatte, wurde Fermoyle House bis 1955 als Pfarrhaus benutzt; die Scheune als Tanzsaal der Umgegend umgenutzt. Beide Gebäude sind heute ebenfalls, wenn auch noch gut erhalten, Ruinen.

## Beschreibung
Die nur wenigen erhaltenen Überreste dieses Tower Houses bestehen noch aus einem länglichen Block einer ca. einen Meter hohen Grundmauer im Süden bis zur noch über drei Meter hohen Südwestecke und einem größeren Teil der Südostecke, die ebenfalls bis in etwa drei Meter Höhe reicht und massiver ausgebildet ist. Das Tower House war annähernd quadratisch auf etwa 15 mal 15 Meter. Die Dicke der Grundmauern betrugen etwa 1,4 Meter. Das Tower House bestand aus grob zurechtgeschlagenen Platten des Gesteines der nahen Gebirgsformation (eine Art Plattenschiefer), die immer wieder mit größeren Steinblöcken verbunden waren. Das ganze war vermörtelt. Die Ecken sollen aus Sandsteinblöcken gewesen sein. Davon haben sich jedoch keine Reste erhalten. Das Tower House soll im Erdgeschoss nur aus einem großen Hauptraum, dem im Südosten ein kleiner Raum (das vermutliche Wächterzimmer) beigefügt war, bestanden haben. Der Zugang wird im Osten vermutet. Aus den Resten des Tower Houses wird ein gewölbtes Dach vermutet. Ein Kragstein des ersten Geschosses soll noch vorhanden sein. Fenster oder Eingangsbereiche sind nicht mehr klar verifizierbar.

## Heutige Nutzung
Die Reste des Tower Houses liegen heute auf privatem Grund und sind von der Straße kaum einsehbar. Eine Besichtigung ist nach Absprache mit den freundlichen Besitzern möglich (Stand: Juli 2017). Das alte Fermoyle House und die Scheune sind von der Zufahrtstraße aus direkt einsehbar.

## Sonstiges
Die Ruine ist im geographischen Informationssystem des Archaeological Survey of Ireland des (irischen) National Monuments Service unter der Nummer KE088-025---- ausgewiesen.